# 缗之战 (前634年)
缗之战，發生於前634年（周襄王十八年、鲁僖公二十六年、楚成王三十八年、晋文公三年、宋成公三年、陈穆公十四年、蔡庄侯十二年、郑文公三十九年），楚国令尹子玉、司马子西率军攻打宋国缗邑（在山东省金乡县东北）的作战。
前638年，宋军在泓水之战败于楚国。前637年五月，宋襄公去世。宋国和楚国讲和。前636年，晋文公即位後，宋国因为宋襄公曾经对流亡时期的晋文公表示友善，所以背离楚国而靠拢晋国。前634年冬季，楚国的令尹子玉、司马子西率军攻打宋国，包围缗地。次年，楚成王又集合陈国、蔡国、郑国、许国攻打宋国，最终晋国前来救援，爆发了前632年的城濮之战。